# فويتشخ كيدشيورا
فويتشخ كيدشيورا (بالبولندية: Wojciech Kędziora)‏ هو لاعب كرة قدم بولندي في مركز الهجوم، ولد في 20 ديسمبر 1980 في غليفيتسه في بولندا. لعب مع بياست غليفيتسه وزاغويمبيه لوبين ونيتشيتشا.

## وصلات خارجية
- فويتشخ كيدشيورا على موقع قاعدة بيانات كرة القدم.إي يو (الإنجليزية)
- فويتشخ كيدشيورا على موقع Soccerway.com (الإنجليزية)